# 望遠鏡架台

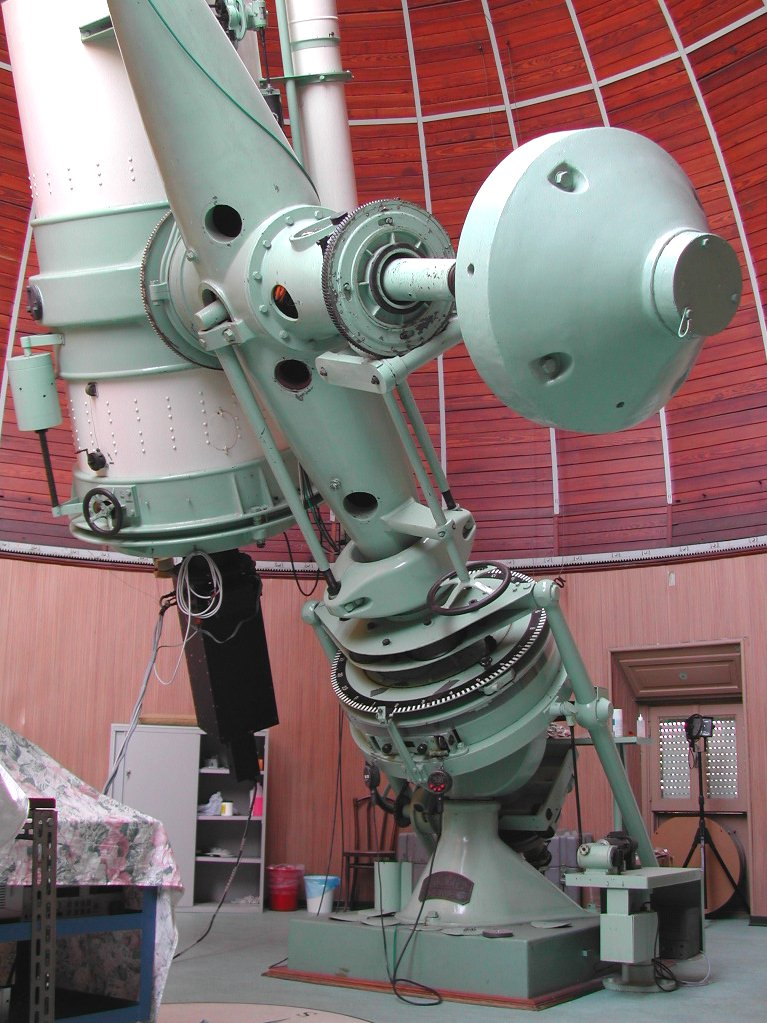
義大利梅拉泰 (LC) 的梅拉泰天文台1米蔡斯望遠鏡的架台 (南支撐)。

望遠鏡架台是支撐望遠鏡的機械結構。望遠鏡架台的目的在支撐望遠鏡的質量，並允許儀器精確的指向目標。多年以來已經發展出許多種類的架台，並且大多數的系統都將追蹤天體的系統安置在內，以消除地球自轉時的影響。

## 固定架台
固定望遠鏡架台是完全固定在一個位置上，像是天頂望遠鏡，唯一的指向就是天頂，國家電波天文台的綠堤固定電波角就是建造來觀察天鵝座X-1。
另一種特別的固定儀是太陽望遠鏡的架台，望遠鏡本身是固定不動的，靠者兩片平面鏡的轉動來追蹤太陽在天空中的位置。

## 等高儀架台
等高儀架台通常讓主要的光學儀器在水平 (方位) 轉動時固定在一定的高度角上。它們可以涵蓋整個天空，但是只有在目標經過特定的高度和方位時，才能進行短暫的觀測。

## 中星儀架台
中星儀架台通常是方位固定，軸只能在高度上轉動的架台，通常軸是固定指向南北的方向。只有當天體通過狹窄的南北向線 (子午線) 才能觀測，但因為地球的自轉，這也允許望遠鏡看見整片的天空。這型架台通常使用於用來進行精密天體位置測量的子午儀。中星儀架台也用在因為質量太大而難以在多個軸上移動的儀器，像是大的電波望遠鏡。

## 經緯儀架台
主條目： 經緯儀 (天文)

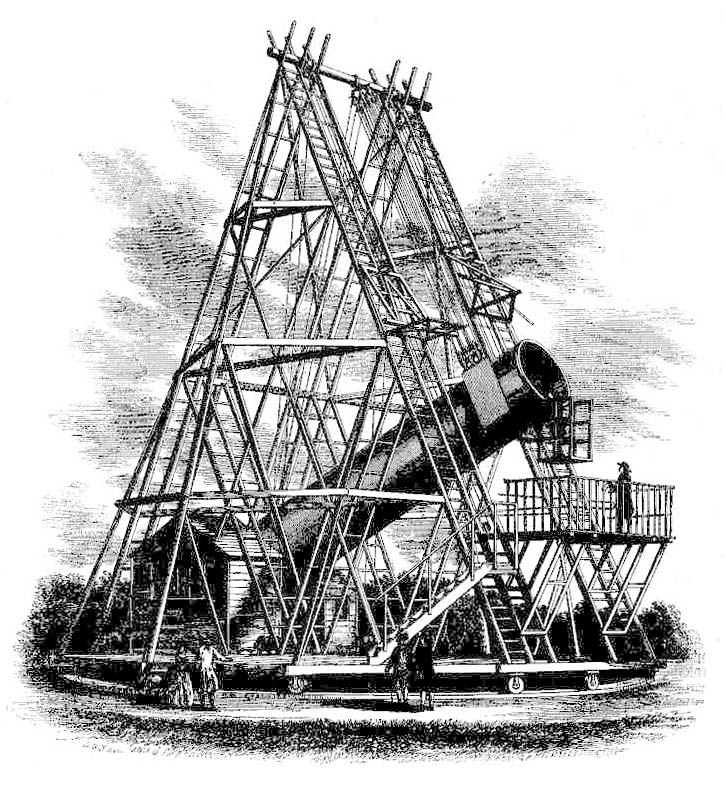
威廉赫歇爾的49 in 40尺望遠鏡安裝在經緯儀架台上。

經緯儀架台，或高度-方位架台，允許望遠鏡獨立的在高度上做上下的移動，與方位上做左右的移動。這種簡單的機械架台使用在早期的望遠鏡設計上，因為不能追蹤夜空中天體的移動，直到20世紀後期才被非正交系統的赤道儀架台取代。這意味著直到目前它仍然是業餘和廉價商品的最愛。由於數位追蹤系統的發明，經緯儀架台實際上幾乎又被所有的大型研究用望遠鏡所採用。數位追蹤以也很受業餘天文學家的歡迎，並普遍使用在望遠鏡的架台上。 
除了在機械上無法輕鬆的追蹤天體運之外，經緯儀架台沒有其它的限制。當望遠鏡追蹤時，望遠鏡的視場會以不同的速度旋轉，但是望遠鏡本體不會，因此在從事天文攝影時需要其它的轉動計數器來成像。這種架台也有盲點，或是"天頂洞"，在接近天頂附近的視場在方位 (經度) 上的追蹤速率變得太高，不能如同赤道儀架台精確的追蹤。

## Alt-Alt (高度-高度) 架台

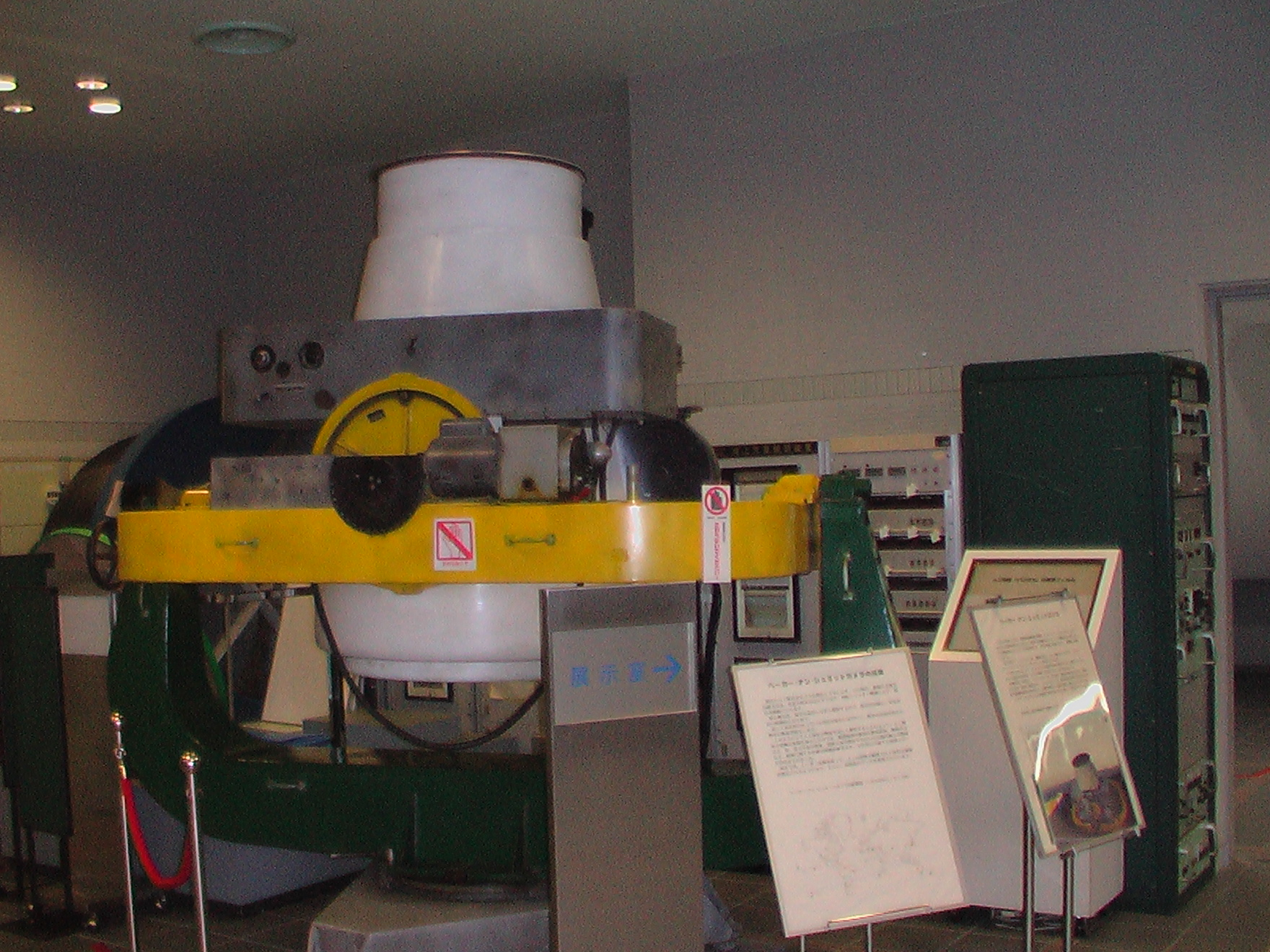
一架貝克納恩衛星跟蹤相機，是高度-高度-方位架台。

高度-高度架台的設計類似於水平的英式或約克式赤道儀，或萬向節懸吊的萬向接頭。這種架台（裝置）的優點是在天頂附近沒有轉向上的盲點，並且對天球赤道附近的天體所需要的旋轉場是最小的。它的缺點是質量大、結構複雜，且相對於赤道儀有工程上的問題，所以只應用於衛星追蹤等專業上。這種裝置可能包含第三個方位軸（高度-高度-方位裝置），要旋轉整個架台才能更平穩的追蹤和指向。

## 赤道儀架台

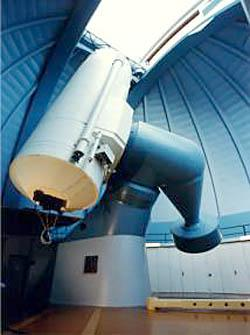
Alfred Jensch設計的赤道儀裝置 (Stützmontierung)

赤道儀架台有指向南北極的"極軸"，這根軸對地面傾斜但平行於地球的自轉軸，使望遠鏡能在東西向的弧上移動；第二根軸垂直於極軸，允許望遠鏡在南北方上移動。迴轉或機械計數器驅動極軸以和地球自轉相同的速率向反方向旋轉，讓望遠鏡可以準確的追隨著夜空中的目標移動。赤道儀架台發展出各種不同的形式，包括德式赤道儀（縮寫為GEM）、叉式赤道儀、混合形式的英式或約克赤道儀、或軛式赤道儀、和平台式赤道儀，像是Poncet平台。
傾斜的極軸增加了架台結構的複雜度，機械系統必須支撐這個軸的一端或兩端 （像是叉式或是約克式）。德式或是軛式架台的設計還需要大型的配重器，以平衡望遠鏡的質量。更大的圓頂和其它的結構也需要增加機械結構的尺寸和增加赤道儀的移動範圍。基於這些因素，赤道裝置在非常大的望遠鏡上越來越不可行，現在幾乎都被經緯儀架台取代了。
在20世紀與過去幾個世紀，專業的使用者都熱衷於以赤道儀來取代經緯儀。
將經緯儀的基準平面傾斜至與地球的赤道面平行，方向（方位）的移動在天球上掃掠過的弧線就能與天體的移動路徑吻合。只要加上一個簡單的機械裝置，赤道儀就能輕易的進行長時間的觀測。同時，視場中的影像不會旋轉，加上簡單的裝置就能進行天文攝影的工作。但是現在，包括業餘天文學家都熱衷於經緯儀架台。

## 六足望遠鏡

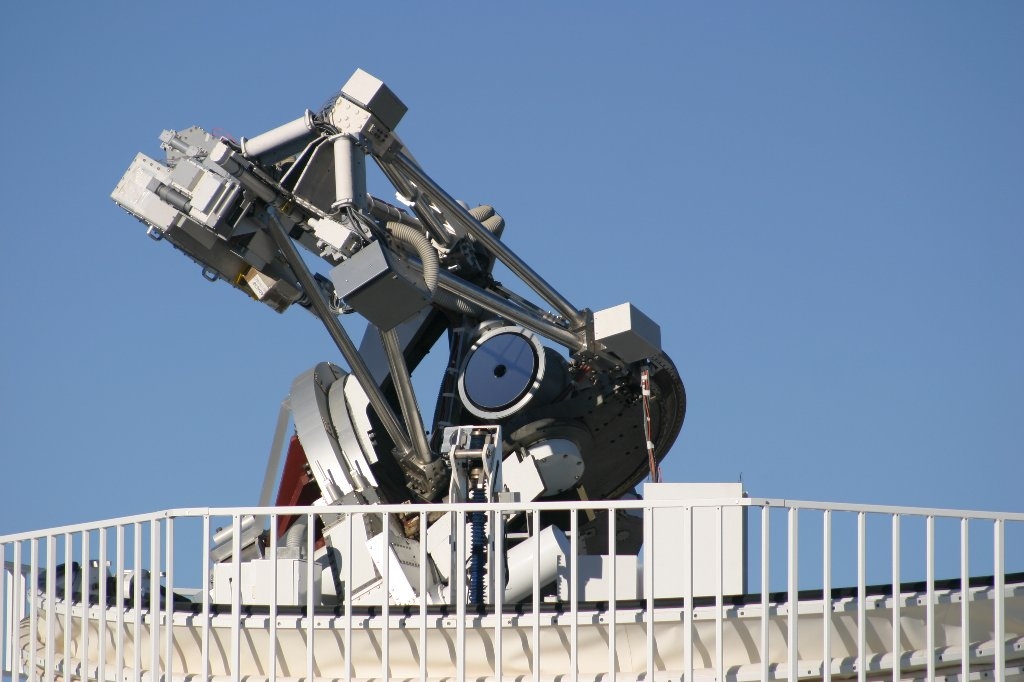
DOT的六足面鏡

取代傳統上使用兩個軸的架台，這種鏡片使用六根可調整的支撐 (六足)。這種架台允許在所有的六個空間自由度中移動，同時還提供了強大的結構完整性。